# Liên kết dọc
Liên kết dọc là một mô hình kinh doanh, trong đó mục tiêu chính là tạo mối liên kết giữa bản thân doanh nghiệp và các đối tác liên quan trực tiếp đến họ như các nhà cung cấp và nhà phân phối.
Liên kết dọc dựa trên nguyên lý cộng sinh
Để hình thành một liên kết dọc, phải có lộ trình, có các yêu cầu rõ ràng và các bên cần tương nhượng với nhau để đạt được liên kết.
Phương pháp này hoàn toàn không khó khăn nên có thể áp dụng trong nhiều ngành khác nhau.